# Waynesboro (Georgia)
Waynesboro es una ciudad ubicada en el condado de Burke en el estado estadounidense de Georgia. En el año 2000 tenía una población de 5.813 habitantes.

## Geografía
Waynesboro se encuentra ubicada en las coordenadas 33°5′26″N 82°0′55″O / 33.09056, -82.01528 (33.090482, -82.015404).
Según la Oficina del Censo, la localidad tiene un área total de 14,2 km² (5,5 mi²), de la cual 14,1 km² (5,4 mi²) es tierra y 0,1 km² (0 mi²) (0.60%) es agua.

## Demografía
Según la Oficina del Censo en 2000 los ingresos medios por hogar en la localidad eran de $20,346, y los ingresos medios por familia eran $24,012. Los hombres tenían unos ingresos medios de $30,750 frente a los $19,462 para las mujeres. La renta per cápita para la localidad era de $12,151. 